# Baeckea leptocaulis
Baeckea leptocaulis là một loài thực vật có hoa trong Họ Đào kim nương. Loài này được Hook.f. mô tả khoa học đầu tiên năm 1840.